# NDR Fernsehen
«НДР Фернзее́н» (нем. NDR Fernsehen) — северо-германская 3-я телепрограмма. Вещание по ней самостоятельно ведётся Северно-Германским радио.
С 4 января 1965 года до 3 декабря 2001 года Северно-Германское радио и Радио Бремена (до октября 1992 года Северно-Германское радио, Радио Бремена и Радио Свободного Берлина) совместно передавали телепрограмму «Норд 3» (Nord 3), первоначально только вечернюю, позднее также утреннюю и дневную, с 27 декабря 1994 — круглосуточную, до сер. 1980-х гг. летом каждого года вместо «Норд 3» Северно-Германское радио, Радио Бремена, Радио Свободного Берлина, Западно-Германское радио и Гессенское радио передавали совместную 3-ю программу.

## История
4 января 1965 года NDR совместно с Radio Bremen и тогдашним Sender Freies Berlin (SFB) начали вещание собственной третьей телевизионной программы, первоначально под названием «Третья телевизионная программа NDR/RB/SFB» (использовались также различные другие названия, коротко — Nordkette или Nordschiene, зрителями также просто называемая «Das Dritte») для земель Гамбург, Нижняя Саксония, Шлезвиг-Гольштейн, Бремен и Западный Берлин.
В 1968 году начались первые передачи в цвете.
В 1988 году было запущено телетекст-предложение Nordtext. В начале 1989 года канал получил новое название N3 и новый логотип.

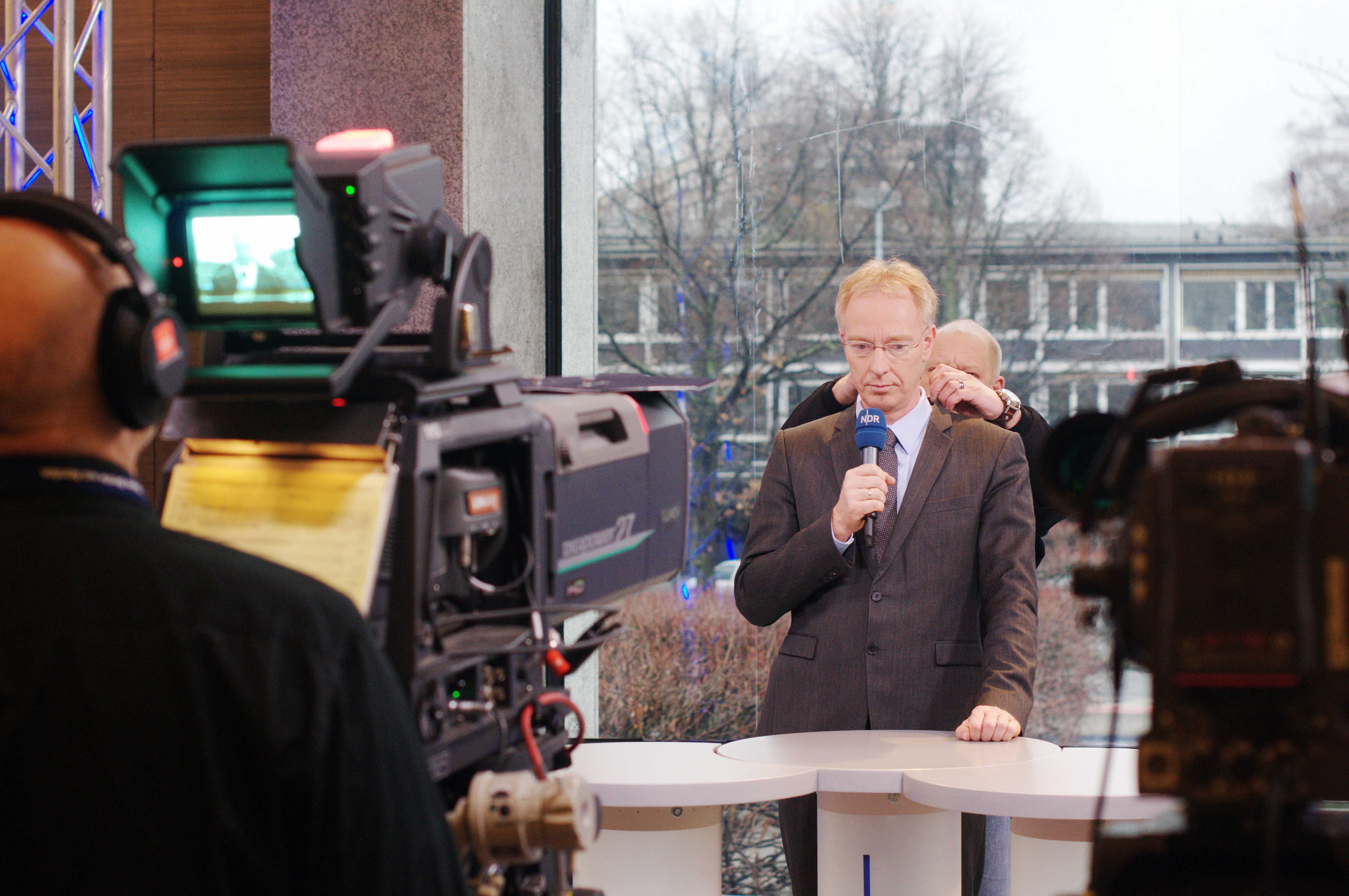
Прямой репортаж из Ландтага в Ганновере (2013)

Программа постепенно развивалась до полноценной и с сентября 1991 года стала доступна через спутник почти по всей Европе. С 1 января 1992 года земля Мекленбург-Передняя Померания присоединилась к NDR в качестве четвертой земли по государственному договору. Таким образом, зона вещания N3 соответственно увеличилась, но уже в октябре 1992 года SFB вышел из третьей телевизионной программы N3 и с тех пор вещал самостоятельную третью телевизионную программу для Берлина под названием B1, предшественника сегодняшнего rbb Fernsehen. С этого момента N3 (которая одновременно получила приставку «Северогерманское телевидение») достигла своего нынешнего ареала распространения.
В январе 1993 года региональные программы NDR перешли из первой программы на N3.
С 28 февраля 1994 года N3 вещает круглосуточно, ночной перерыв был отменен
3 декабря 2001 года программа была переименована в NDR Fernsehen (Телевидение NDR). Производства Radio Bremen с тех пор в течение нескольких лет маркировались логотипом Radio Bremen. Сейчас же постоянно используется логотип NDR.
С 3 января 2005 года региональные передачи Radio Bremen больше не подаются в совместную программу ARD Das Erste, а транслируются на собственной третьей программе, которая называется Radio Bremen TV.
С сентября 2013 года программная сетка Radio Bremen TV была реформирована. Это привело к тому, что самостоятельное региональное окно было сокращено до тех же размеров, что и передачи региональных студий NDR. В остальное время программы Radio Bremen TV и NDR Fernsehen идентичны.
8 октября 2007 года NDR Fernsehen прекратило аналоговое вещание через антенну.
30 апреля 2012 года был запущен HD-Simulcast в высокочетком формате 720p. С апреля 2024 года приставка HD в логотипе отсутствует, так как вещание с тех пор осуществляется Средненемецким радиовещанием.

10 ноября 2012 года NDR Fernsehen впервые транслировало 18-часовой телевизионный документальный фильм Der Tag der Norddeutschen в режиме реального времени.

Логотип Nord-3 с 1965 по 1988 год
Логотип N3 с 1989 по 2 декабря 2001 года
Логотип NDR Fernsehen с 3 декабря 2001 по 2006[9]
Логотип с 2006 по май 2017 года
Логотип HD с 2012 по 2024 год

## Передачи
- «Гамбург-Журналь» («Hamburg Journal») - региональная телегазета Гамбурга в 19.30-20.00, повтор в 09.30-10.00, ведётся дикторами и журналистами
- «Нордмагацин» («Nordmagazin») - региональная телегазета Нордмагацин Мекленбург-Передней Померании в 19.30-20.00, повтор в 09.00-09.30, ведётся дикторами и журналистами
- «Халло Нидерзахсен» («Hallo Niedersachsen») - региональная телегазета Нижней Саксонии в 19.30-20.00, повтор в 11.00-11.30, ведётся дикторами и журналистами
- «Шлезвиг-Гольштейн» («Schleswig-Holstein Magazin») - региональная телегазета Шлезвиг-Гольштейна в 19.30-20.00, повтор в 10.00-10.30, ведётся дикторами и журналистами
- C 1958 до 1985 года вместо них всех выпускалась программа «Нордшау» («Nordschau»)
- «Тагесшау» («Tagesschau») - общий с 1-й программой выпуск общегосударственных новостей в 20.00
- «НДР Актуэль» («NDR Aktuell») - выпуски региональных новостей в 14.00-14.15, 16.00-16.20, 21.45-22.00

## Хронология названий
| Дата                             | Название      |
| -------------------------------- | ------------- |
| 4 января 1965 — 2 декабря 2001   | Nord 3        |
| 3 декабря 2001 — настоящее время | NDR Fernsehen |